# Sân bay Nekemte
Sân bay Nekemte (IATA: NEK, ICAO: HANK) là một sân bay ở Nekemte, Ethiopia.